# Abby Ryder Fortson
Abby Ryder Fortson (née le 14 mars 2008 à Burbank, Californie) est une actrice américaine.

## Biographie

### Carrière
Abby se fait connaitre en 2015 en rejoignant, à seulement 7 ans, la distribution du film Ant-Man pour le rôle de Cassie Lang.
En 2018, elle rejoint la distribution du film Forever My Girl où elle interprète le rôle de Billy. Pour le film, elle chante la chanson Finally Home avec Alex Roe.

### Vie privée
Ses parents sont les acteurs Christie Lynn Smith et John Fortson. Elle a un frère, également acteur, Joshua Fortson, né le 22 décembre 2012 .

## Filmographie

### Cinéma
- 2015 : Ant-Man de Peyton Reed : Cassandra « Cassie » Lang
- 2016 : Rated de John Fortson : Hannah Mitchell
- 2018 : Forever My Girl de Bethany Ashton Wolf : Billy
- 2018 : Ant-Man et la Guêpe de Peyton Reed : Cassandra « Cassie » Lang
- 2019 : Mes autres vies de chien de Gail Mancuso
- 2023 : Dieu, tu es là ? C'est moi, Margaret : Margaret Simon

### Télévision
- 2014 : Transparent : Ella Novak (7 épisodes)
- 2015 : The Whispers : Harper Weil (6 épisodes)
- 2015-2016 : Togetherness : Sophie Pierson (8 épisodes)
- 2018 : Room 104 (saison 2 - épisode 9)
- 2020 : Tales from the Loop

## Distinctions
| Année | Prix                                       | Catégorie                                                  | Nomination | Résultat   |
| ----- | ------------------------------------------ | ---------------------------------------------------------- | ---------- | ---------- |
| 2017  | Idyllwild International Festival of Cinema | Meilleure jeune actrice                                    | Rated      | Lauréat    |
| 2016  | 1re cérémonie des Young Entertainer Awards | Meilleure jeune actrice dans un second rôle - Long métrage | Ant-Man    | Nomination |